# 「お前ごときが魔王に勝てると思うな」と勇者パーティを追放されたので、王都で気ままに暮らしたい
『「お前ごときが魔王に勝てると思うな」と勇者パーティを追放されたので、王都で気ままに暮らしたい』（「おまえごときがまおうにかてるとおもうな」とゆうしゃパーティをついほうされたので、おうとできままにくらしたい）は、kikiによる日本のライトノベル。小説投稿サイト「小説家になろう」にて『「お前ごときが魔王に勝てると思うな」とガチ勢に勇者パーティを追放されたので、王都で気ままに暮らしたい』のタイトルで2018年1月から連載されており、書籍版がGCノベルズ（マイクロマガジン社）より2018年7月より刊行されている。イラストはキンタが担当している。
メディアミックスとして、南方純作画によるコミカライズ『「お前ごときが魔王に勝てると思うな」と勇者パーティを追放されたので、王都で気ままに暮らしたい THE COMIC』がウェブコミック配信サイト『コミックライド』（マイクロマガジン社）2019年1月号より連載されている。また、テレビアニメが2026年に放送予定。略称は『おまごと』。

## あらすじ
自身の唯一の能力「反転」のせいで能力値「ゼロ」となってしまい、一般人よりも非力な主人公のフラムは神の御告げで勇者パーティーに選ばれてしまった。戦闘では全くと言っていいほど役立たずではあったフラムは身の回りの世話をするなどしてパーティを支えていたものの、天才と謳われるパーティの賢者・ジーンは彼女を虐め、果てには強引に奴隷商へ売り払ってしまった。絶望の中で身体をドロドロに溶かす「呪いの大剣」を手にしたフラムは、奴隷少女のミルキットとともに運命を反転させていく。

## 登場人物
声の項はテレビアニメ版の声優。
フラム・アプリコット
声 - 七瀬彩夏
本作の主人公。唯一の属性「反転」により全てのステータス値が0となっているものの、勇者パーティに選ばれてしまい、賢者のジーンに虐められた挙句、騙されて奴隷商に売られてしまう。
ミルキット
声 - 伊藤美来
フラムが奴隷商で出会った、物心ついた時から奴隷として扱われている少女。
キリル・スウィーチカ
声 - 仮屋美希
高いステータスと希少属性「勇者」を持ち、神のお告げによって魔王討伐の旅に出ることとなった少女。
ジーン・インテージ
声 - 保村真
賢者と名高い勇者パーティーの男。火・水・風・土の4属性魔法を使用できるものの、自分勝手で独善的な生活を持ち、フラムを騙して奴隷商に売りつけた。
エターナ・リンバウ
声 - 久野美咲
白いボディスーツに黒のエナン帽という奇妙な装いの、おっとりでマイペースな性格を持つ女性。
セーラ・アンビレン
正義感の強いオリジン教の修道女。
ガディオ・ラスカット
声 - 黒田崇矢

マリア・アフェンジェンス
声 - 遠藤綾

ライナス・レディアンツ
声 - 小笠原仁

## 既刊一覧

### 小説
- kiki（著）・キンタ（イラスト） 『「お前ごときが魔王に勝てると思うな」と勇者パーティを追放されたので、王都で気ままに暮らしたい』 マイクロマガジン社〈GCノベルズ〉、既刊4巻（2020年1月30日現在）
  1. 2018年8月2日初版発行（7月30日発売[7]）、ISBN 978-4-89637-801-6
  2. 2018年12月21日発売[8]、ISBN 978-4-89637-847-4
  3. 2019年7月31日発売[9]、ISBN 978-4-89637-907-5
  4. 2020年2月3日初版発行（1月30日発売[10]）、ISBN 978-4-89637-973-0

### 漫画
- 南方純（漫画）・kiki（原作）・キンタ（キャラクター原案） 『「お前ごときが魔王に勝てると思うな」と勇者パーティを追放されたので、王都で気ままに暮らしたい』 マイクロマガジン社〈ライドコミックス〉、既刊7巻（2025年4月28日現在）
  1. 2020年2月4日初版発行（1月30日発売[11]）、ISBN 978-4-89637-980-8
  2. 2021年6月5日初版発行（5月28日発売[12]）、ISBN 978-4-86716-144-9
  3. 2022年3月6日初版発行（2月28日発売[13]）、ISBN 978-4-86716-253-8
  4. 2022年10月31日発売[14]、ISBN 978-4-86716-352-8
  5. 2023年8月31日発売[15]、ISBN 978-4-86716-461-7
  6. 2024年5月31日発売[16]、ISBN 978-4-86716-578-2
  7. 2025年4月28日発売[17][18]、ISBN 978-4-86716-751-9

## テレビアニメ
2025年4月にテレビアニメ化が発表された。2026年に放送予定。

### スタッフ
- 原作 - kiki[3]
- キャラクター原案 - キンタ[3]、kodamazon[3]
- コミカライズ - 南方純[3]
- 監督 - カマナカノブハル[6]
- シリーズ構成 - 國澤真理子[6]
- キャラクターデザイン - 松元美季、松本文男、福世孝明、古澤貴文[6]
- 音楽 - 高橋諒[6]
- アニメーション制作 - エー・シー・ジー・ティー[6]